# María Dolores Pulido Fernández
María Dolores Pulido (Maó, 1 d'octubre de 1974) és una atleta menorquina corredora de cursa de fons. Va competir a la marató de les dones als Jocs Olímpics d'Estiu de 2004. També va guanyar la mitja marató de Logronyo el 2013.
| Durada         | Temps    | Ubicació             | Data           | Interior o exterior |
| -------------- | -------- | -------------------- | -------------- | ------------------- |
| 1500 metres    | 4:27.27  | Sevilla              | 24 juliol 1999 | Exterior            |
| 3000 metres    | 9:33.89  | Sevilla              | 4 juny 2005    | Exterior            |
| 5000 metres    | 16:19.08 | Sevilla              | 5 juny 2004    | Exterior            |
| 10,000 metres  | 33:08.75 | Barakaldo            | 2 abril 2005   | Exterior            |
| 10 quilòmetres | 35:24    | Castelló de la Plana | 31 març 2012   | Exterior            |
| Mitja marató   | 1:10:27  | Azpeitia             | 28 març 2004   | Exterior            |
| Marató         | 2:36:44  | Pàdua                | 25 abril 2004  | Exterior            |
| 800 metres     | 2:15.19  | Sevilla              | 20 febrer 1999 | Interior            |
| 1500 metres    | 4:31.33  | Sevilla              | 8 febrer 2000  | Interior            |
| 3000 metres    | 9:14.99  | València             | 24 febrer 2001 | Interior            |